# Венетоклакс
Венетоклакс (ABT-199, GDC-0199, RG7601, Венклеста, англ. Venetoclax) — пероральный препарат для лечения хронического лимфолейкоза (ХЛЛ), специфический ингибитор белка Bcl-2 (BH3-миметик).

## История
Венетоклакс разработан фармацевтической компанией AbbVie (США), впервые разрешен для медицинского применения FDA в 2016 г. Разрешен для применения у больных ХЛЛ в ЕС с 2016 г, в РФ с 2018 г. В настоящее время изучается активность венетоклакса при острых миелобластных лейкозах, неходжкинских лимфомах, множественной миеломе и др. гематологических заболеваниях.

## Механизм действия
Препарат индуцирует апоптоз опухолевых клеток за счет подавления связывания Bcl-2 c проапоптотическими белками Bax и Bak, а также высвобождения белка Bim. Клетки ХЛЛ высокочувствительны к венетоклаксу вследствие своего "праймированного" состояния (высокой внутриклеточной концентрации Bcl-2 и комплексов Bim:Bcl-2). Активность препарата мало зависит от наличия функционально активного белка p53, поэтому (в отличие от химиотерапии) он эффективен у пациентов с del17p и мутациями гена TP53. Препарат эффективен также у больных ХЛЛ с резистентностью к ингибитору Btk ибрутинибу и ингибитору PI3K иделалисибу.

## Режим приема
Препарат в таблетированной форме принимается по инструкции ежедневно один раз в день вместе с пищей. Терапия прекращается в случае возникновения непереносимости, недостаточной эффективности или утраты достигнутого эффекта (прогрессии заболевания). Из-за повышенного риска синдрома распада опухоли при ХЛЛ лечение начинают с маленькой дозы, постепенно увеличивая ее до 400 мг в день в течение 4 недель, проводится регулярный мониторинг показателей биохимического анализа крови, назначаются гидратация и аллопуринол. Пациенты с большим опухолевым объемом в начале терапии должны наблюдаться в стационаре.

## Побочные эффекты
Наиболее частые побочные эффекты при использовании венетоклакса - нейтропения (снижение нейтрофилов), инфекции, синдром распада опухоли.

## Эффективность при ХЛЛ
| Исследование | Схема  | N пациентов | Мед. линий терапии | del17p и мут. TP53, % | Немут. вариант IGHV, % | Общий ответ, % | Полный ответ/CRi, % | МОБ-нег. в КМ, % | Мед. БПВ, мес. |
| NCT01328626  | Моно V | 116         | 3                  | 30                    | 45                     | 79             | 20                  | 5                | 25             |
| NCT01889186  | Моно V | 107         | 2                  | 100                   | 81                     | 79,4           | 8                   | 5,6              | >24            |
| NCT02141282  | Моно V | 91          | 4                  | 47                    | 75                     | 65             | 9                   | 5,5              | 24,7           |
| NCT01682616  | V+R    | 49          | 2                  | 19                    | 70                     | 86             | 51                  | 57               | >24            |
| CLL14        | V+O    | 13          | 0                  | -                     | -                      | -              | -                   | 38               | -              |
| NCT01685892  | V+O    | 32          | 0                  | 19                    | -                      | 100            | 56,3                | 62,5             | не достигнута  |
| NCT02005471  | V+R    | 194         | 1                  | 37,6                  | 68,3                   | 92,3           | 8,2                 | 27               | не достигнута  |

## Регуляторный статус в РФ
В соответствии с официальной инструкцией в РФ венетоклакс показан:
1. В качестве монотерапии для лечения ХЛЛ с 17р-делецией или ТР53-мутацией у взрослых пациентов, которым лечение ингибиторами сигнального пути В-клеточного рецептора не подходит или не показало ожидаемого результата.
2. В качестве монотерапии для лечения ХЛЛ без 17р-делеции или ТР53-мутации у взрослых пациентов, не ответивших на химиоиммунотерапию и лечение ингибиторами сигнального пути В-клеточного рецептора.
3. В комбинации с ритуксимабом для лечения взрослых пациентов с ХЛЛ по крайней мере с одной предшествующей линией терапии.

Включен в перечень ЖНЛВП.

## Комбинированные схемы
Венетоклакс относительно малотоксичен и обладает синергичным противоопухолевым эффектом с антителами к CD20 и ингибиторами Btk. Комбинация препарата с ритуксимабом одобрена для клинического применения. Тройные схемы с включением ибрутиниба, акалабрутиниба и обинутузумаба в настоящее время проходят клинические испытания.

## Стоимость
Месячный курс терапии венетоклаксом в США в 2016 г стоил около 8600 долларов. Лечение является непрерывным.